# Commando Pernod
Commando Pernod war eine frühe Rechtsrock-Band aus Hamburg. Sie wurde 1986 gegründet und hatte ihren letzten Liveauftritt 1992.

## Bandgeschichte
Commando Pernod wurde 1986 gegründet. Sie gehörte mit Bands wie Kruppstahl (Augsburg), Voll die Guten (Oberhausen) und Sturmtrupp (Neuburg) zur zweiten Generation rechtsextremer Skinhead-Bands.
Bis 1992 spielte sie auch live. Sie veröffentlichte eine Reihe von Tonträgern, vor allem Demos und Kassettenaufnahmen. Ein Großteil der Aufnahmen wurde von der Bundesprüfstelle für jugendgefährdende Schriften indiziert. Mit dem Album Steh auf (1992) versuchte die Band, sich von der rechten Szene zu distanzieren. Ähnlich wie die Böhsen Onkelz spekulierte man auf kommerziellen Erfolg und versuchte, die frühen Texte als Schilderungen des jugendlichen Alltags in Hamburg-Bergedorf zu beschreiben. Nach dem Album löste man sich allerdings 1993/1994 auf.
Das Album Breslau wurde von der Band nicht autorisiert und erschien 1996 über das dänische Label NS-Records.
Dominic Burzlaff, der Sänger der Band, spielt heute bei der Hamburger Band Abschlach! und in der Böhse-Onkelz-Coverband Enkelz. Von seiner früheren Band distanziert er sich heute und bezeichnet sein Wirken als pubertäre Jugendsünde.

## Ideologie
Die Texte der Band sind für damalige Verhältnisse sehr explizit und hetzen gegen den politischen Gegner. Sie sind antisemitisch und ausländerfeindlich und rufen offen zur Gewalt gegen Andersdenkende auf. Diesem Umstand ist es wohl auch zu verdanken, dass Texte der Band in vielen Publikationen zum Rechtsrock abgedruckt wurden. So nahmen zum Beispiel Klaus Farin und Henning Flad Texte als Beispiel für das „Feindbild Ausländer“ in der Rechtsrock-Szene. Erika Funk-Hennings und Johannes Jähger zitieren den Song Asyl in ihrem Werk Rassismus, Musik und Gewalt: Ursachen, Entwicklungen, Folgerungen.
Der Sprachwissenschaftler Rolf Bachem analysierte 1999 die Texte der Band für die BKA-Forschungsreihe. Er wählte dafür die Texte Kanake verrecke!, Deutschland, Dreck muss weg, Parasiten und Warum aus und bezeichnete sie als Lieder, aus denen „primitive, rohe Brutalität“ spreche. Die Lieder seien exemplarisch ausgewählt worden und damit repräsentativ für den Rechtsrock.

## Diskografie
- 1988: Demo 1998 (Demo, Eigenproduktion) (indiziert)
- 1988: Studio-Tape 1988 (Demo, Eigenproduktion) (indiziert[11])
- 1989: Deutschland erwache (Demo, Eigenproduktion) (indiziert)
- 1989: Live in Mindelheim ’89 (Livetape, Split mit Voll die Guten, Eigenproduktion)
- 1989: Live in Mindelheim ’89 (Livetape, Eigenproduktion) (indiziert)
- 1990: Ü-Raum + Demos 1984–1989 (Demo, Eigenproduktion)
- 1992: Steh auf (Widder Records)
- 1996: Breslau (NS-Records) (indiziert)
- 1999: Deutschland erwache (WPM)
- 2010: Steh auf! – Unveröffentlichte Lieder (EP, unbekanntes Label)